# Észak-Korea az 1988. évi téli olimpiai játékokon
Észak-Korea a kanadai Calgaryban megrendezett 1988. évi téli olimpiai játékok egyik részt vevő nemzete volt. Az országot az olimpián 2 sportágban 6 sportoló képviselte, akik érmet nem szereztek.

## Gyorskorcsolya
Férfi
| Versenyző     | Versenyszám | Eredmény | Helyezés |
| ------------- | ----------- | -------- | -------- |
| Im Ribin      | 1500 m      | 1:55,55  | 17.      |
| Im Ribin      | 5000 m      | 7:10,13  | 35.      |
| Szong Jonghon | 5000 m      | 7:01,56  | 28.      |
| Szong Jonghon | 10 000 m    | kizárták | kizárták |

Női
| Versenyző     | Versenyszám | Eredmény | Helyezés |
| ------------- | ----------- | -------- | -------- |
| Han Cshonok   | 500 m       | 42,25    | 26.      |
| Han Cshonok   | 1000 m      | 1:24,26  | 23.      |
| Han Cshonok   | 1500 m      | 2:09,66  | 22.      |
| Han Cshonok   | 3000 m      | 4:29,16  | 17.      |
| Han Cshonok   | 5000 m      | 7:36,81  | 9.       |
| Szong Hvaszon | 500 m       | 41,46    | 22.      |
| Szong Hvaszon | 1000 m      | kizárták | kizárták |
| Szong Hvaszon | 1500 m      | 2:05,25  | 9.       |
| Szong Hvaszon | 3000 m      | 4:31,05  | 23.      |

## Műkorcsolya
| Versenyző    | Versenyszám  | Kötelező elemek   | Kötelező elemek | Kötelező elemek | Rövid program     | Rövid program | Rövid program | Kűr               | Kűr     | Kűr         | Összesítés         | Összesítés |
| Versenyző    | Versenyszám  | Több. hely. száma | Hely.           | Hely. pont.     | Több. hely. száma | Hely.         | Hely. pont.   | Több. hely. száma | Hely.   | Hely. pont. | Helyezési pontszám | Helyezés   |
| ------------ | ------------ | ----------------- | --------------- | --------------- | ----------------- | ------------- | ------------- | ----------------- | ------- | ----------- | ------------------ | ---------- |
| Ho Gang      | Férfi egyéni | 9×27+             | 27.             | 16,2            | 6×27+             | 28.           | 11,2          | kiesett           | kiesett | kiesett     | kiesett            | kiesett    |
| Kim Song-Suk | Női egyéni   | 5×30+             | 31.             | 18,6            | 5×27+             | 27.           | 10,8          | kiesett           | kiesett | kiesett     | kiesett            | kiesett    |